# Mangghuer
Das Mangghuer, auch Monguor (davon veraltet Mongorisch), Monghuol, Tu oder Tuzuyu (chinesisch 土族语) genannt, ist eine mongolische Sprache. Sie wird in den chinesischen Provinzen Gansu und Qinghai gesprochen.

## Soziolinguistische Situation
Mangghuer wird noch von ca. einem Viertel der Population der Monguor oder Tu gesprochen. Die aus dem Chinesischen stammende Bezeichnung Tu wird jedoch von den Sprechern selbst als pejorativ empfunden. Es gibt nur sehr wenige monolinguale Sprecher. Als Zweitsprachen werden vor allem Amdo-Tibetisch und Chinesisch gelernt. Aufgrund des starken Sprachkontakts hat die Sprache viele Merkmale von den (im weitesten Sinne) umliegenden tibetischen, sinitischen und türkischen Sprachen übernommen.
Mangghuer gehört zum Qinghai-Gansu-Sprachbund. Man kann die Sprache in den Huzhu-Dialekt und den Minhe-Dialekt unterteilen. Die Dialekte unterscheiden sich hauptsächlich in ihrer Phonologie.

## Phonologie und Orthographie
Mit seinem Phoneminventar und der einfachen Silbenstruktur (maximal CCVC) ähnelt Mangghuer sehr den umliegenden sinitischen Sprachen. Deshalb konnte die für das Chinesische entwickelte Pinyin-Umschrift gut für das Mangghuer adaptiert werden. Die Entwickler waren Zhu Yongzhong, Wang Xianzhen, Hu Ping und Hu Jun (alle Muttersprachler des Mangghuer).
Es gibt nur eine kleine Menge von Konsonantengruppen, die am Silbenanfang stehen können, und nur wenige Konsonanten, die am Silbenschluss vorkommen. Die Silbenstruktur lässt sich vereinfacht wie folgt darstellen:
| (a) | wenn der Silbenanfang aus zwei Konsonanten (C1C2) besteht, dann ist C2 /y,w/, C1 ist nicht identisch mit C2, C1 ist nicht /ng/ [⁠ŋ⁠] |
| (b) | wenn der Silbenanfang nur einen Konsonanten (C2) enthält, dann ist C2 nicht /ng/ [⁠ŋ⁠]                                               |
| (c) | als silbenschließende Konsonanten kommen nur /r, ng ([⁠ŋ⁠]), n, y, w/ vor.                                                           |

Vokalharmonie als ein häufiges Merkmal mongolischer Sprachen gibt es im Mangghuer nicht. Trotz starkem sinitischen Einfluss ist es auch keine Tonsprache. Die Betonung ist vorhersagbar, ursprünglich mongolische Wörter werden üblicherweise auf der letzten Silbe betont. In Wörtern mit chinesischen Wurzeln jedoch ist eine Entwicklung hin zu phonemischen Unterschieden in der Betonung, i. e. zu Ton zu beobachten, wenn sie Hochtöne auf Silben tragen, die nicht am Wortende stehen.

## Morphosyntax

### Allgemeines
Mangghuer ist eine SOV-Sprache: Subjekt und Objekte stehen vor dem Verb, nominale Modifikatoren (Adjektive, Partizipien, Genitivphrasen und Relativsätze) stehen vor dem Nomen, und es gibt Postpositionen. Es gibt ausschließlich Suffixe und Enklitika (nachgestellte Klitika). Klitika sind Affixe, welche nicht auf eine bestimmte Wortkategorie spezialisiert sind, sondern am Ende von Phrasen erscheinen, d. h. Nominalphrasen, Postpositionalphrasen, oder nominalisierten Sätzen. Sie sind jedoch im Gegensatz zu Postpositionen phonologisch keine eigenen Wörter, was man im Mangghuer daran sehen kann, dass sie zur Domäne der Wortbetonungsregel gehören. Klitika im Mangghuer markieren Kasus und Possession:
| =ni   | Akkusativ/Genitiv/Possessiv |
| =la   | Instrumental/Komitativ      |
| =tai  | Komitativ                   |
| =du   | Dativ                       |
| =sa   | Ablativ                     |
| =ji   | Direktiv                    |
| =nang | Reflexiv-Possessiv          |

### Wortarten
Neben einfachen Nomen gibt es noch abgeleitete, nominalisierte Nomen, zum Beispiel Agensnomen durch das Suffix -qin, wie in kerliqin „Bettler“ von kerli „fragen“. Es gibt auch Komposita, wie z. B. kuer wang „Fußabdruck“. Adjektive können auch als Nomen verwendet werden.
Das Pronomen-Paradigma zeichnet sich durch zahlreiche suppletive Formen aus. So werden zum Beispiel im Plural neben Pluralsuffixen auch andere Stämme verwendet. Auch scheint es regionale Unterschiede, und Unterschiede im gewählten Register der Sprache zu geben.
Adjektive sind dadurch charakterisiert, dass sie das Komparativ-Suffix -her nehmen können, und durch hudu „sehr“ modifiziert werden können, wie in hudu zaihang xujun „sehr schöne Tochter“. Eine alternative Konstruktion für durch Adjektive modifizierte Nominalphrasen ist mit einem Genitiv am Adjektiv, die vermutlich auch auf chinesischen Einfluss zurückzuführen ist.
Verben werden nach Tempus, Aspekt, Modus und Person flektiert, und nach der Beteiligung/Perspektive des Sprechers zur Handlung. Die letzte Kategorie, die ausdrückt, inwieweit der Sprecher von der ausgedrückten Handlung betroffen oder in sie involviert ist, ähnelt sehr stark dem Evidentialsystem der tibetischen Sprachen.
Es gibt verschiedene Verbalisierer. Die häufigsten sind -la und -ke für Nomen, und -tu für Adjektive. Beispiele wären burerla „kalben“ aus burer „Kalb“, und shuguotu „groß werden“ von -shuguo „groß“.

## Valenzverändernde Konstruktionen

### Verben mit unterschiedlicher Valenz
Manche Verben haben verschiedene Valenzrahmen. In Beispiel (1) ist es dasselbe Verb, welches sowohl die Bedeutung von dt. „füttern“ als auch von „verfüttern“ hat. In (1a) ist das direkte Objekt der Empfänger (Rezipient), in (1b) ist es das Patiens (direktes Objekt). In (2) ist es der Unterschied zwischen dt. „etwas reiten“ und „auf etwas reiten“. Man sieht den Unterschied der Valenz am Dativobjekt in (b).
- (1a)

| bi                             | asi-si=nang      | tiejie-ni             |
| ich                            | Vieh.PL=REFLPOSS | füttern-Subjekt.Futur |
| „Ich werde mein Vieh füttern.“ |                  |                       |

- (1b)

| kebeghe=nang                                          | bi  | mori=du=nang         | tiejie-ni             |
| Weizen=REFLPOSS                                       | ich | Pferd=Dativ=REFLPOSS | füttern-Subjekt.Futur |
| „Ich werde meinen Weizen an meine Pferde verfüttern.“ |     |                      |                       |

- (2a)

| mori-si=nang            | wuni   |
| Pferd-Plural=REFLPOSS   | reiten |
| „Er ritt seine Pferde.“ |        |

- (2b)

| tingsa                                    | qi | muni | tiemie=du   | wuni   | sao    | a          |
| dann                                      | du | mein | camel=Dativ | reiten | sitzen | Präteritum |
| „Dann kannst du auf meinem Kamel reiten.“ |    |      |             |        |        |            |

### Kausativ
Ein Kausativ wird mit dem Suffix -gha gebildet:
Intransitiv zu transitiv:
- (3a)

| gan=ni                                                     | aguer=ni        | bieqin    | ber-jiang               |
| er=Genitiv                                                 | Tochter=Genitiv | Krankheit | werden-Objekt.Perfektiv |
| „Die Krankheit seiner Tochter wurde besser/linderte sich.“ |                 |           |                         |

- (3b)

| qi                                         | gan=ni     | aguer=ni          | ber-gha-lang                       |
| du                                         | er=Genitiv | Tochter=Akkusativ | werden-Kausativ-Objekt.Imperfektiv |
| „Du (kannst) seine Tochter gesund machen.“ |            |                   |                                    |

Transitiv zu ditransitiv:
Bei Kausativierungen transitiver Handlungen wird das ursprüngliche Subjekt (NOM) zum Kausatum und bekommt Dativ-Kasus, der Kausativ-Agens A1 bekommt Nominativ. Das Patiens bleibt im Akkusativ.
(Hierarchie: NOM → AKK → DAT)
- (4a)

| qi                        | muni | mugha=ni          | bao        | di    |
| du                        | mein | Fleisch=Akkusativ | Prohibitiv | essen |
| „Iss nicht mein Fleisch.“ |      |                   |            |       |

- (4b)

| tasi                                                                           | muni | songziwer=ni    | nangda | di-gha-ji?                 |
| ihr                                                                            | mein | Enkel=Akkusativ | mir    | essen-Kausativ-Imperfektiv |
| „Warum hast du mich dazu gebracht, meinen Enkel zu essen?“ (aus einer Legende) |      |                 |        |                            |

Die Kasusvergabe ist abhängig von der Valenz des Verbs, nicht von der Anzahl der tatsächlich vorhandenen Argumente:
- (5)

| Laoye                                | gan=du   | ge    | ji-gha-jiang                    | bai                  |
| lebender Buddha                      | er=Dativ | einst | sehen-Kausativ-Objekt.Perfektiv | emphatische Partikel |
| „Der Lebende Buddha ließ ihn sehen.“ |          |       |                                 |                      |

Andere thematische Rollen, die vom Dativ (auch in Kausativkonstruktionen) abgedeckt werden, sind Lokativ und Benefaktiv. Vom Kontext wird deutlich, ob es sich dabei um ein A2 der Kausativkonstruktion handelt oder um ein Lokativ-/Benefaktiv-Objekt.
- (6)

| Jie=ni                                                                           | aguer=du      | tuosi | kaker  | di-gha-ku                  | ger=du     | sao-gha-lang                       |
| selbst=Genitiv                                                                   | Tochter=Dativ | Öl    | Kuchen | essen-Kausativ-Imperfektiv | Haus=Dativ | sitzen-Kausativ-Objekt.Imperfektiv |
| „(Die Stiefmutter) ließ ihre eigene Tochter Ölkuchen essen und zu Hause sitzen.“ |               |       |        |                            |            |                                    |

### Weitere Bemerkungen
- (i) Es gibt kein Passiv im Mangghuer, die Funktion eines Passivs (Hervorhebung des Objekts im Diskurs) wird durch Objekt-Voranstellung hergestellt.
- (ii) Reflexive Handlungen werden durch Pronomen ausgedrückt.
- (iii) Es gibt Hilfsverben, welche mit der Valenz interagieren, sie jedoch nicht verändern. Sie können die Transitivität einer Handlung, oder die Betroffenheit eines Rezipienten von einem Ereignis betonen. Ihr Einsatz ist jedoch von diskurs-spezifischen Erfordernissen abhängig, d. h. vom Ermessen des Sprechers.